# Schirmbrett

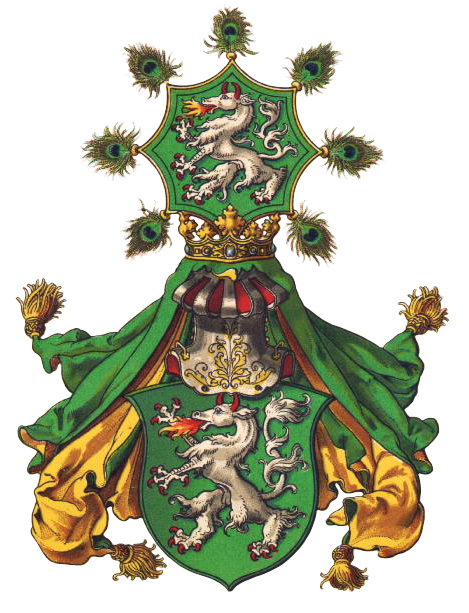
Beispiel für Schirmbrett mit der Farbwiederholung des Schildes

Das Schirmbrett (auch Scheit, Spiegel oder Würtel) ist ein oft verwendetes Hilfskleinod in der Heraldik. Es dient vor allem als Unterlage, um die Wappenfigur des Schilds im Oberwappen wiederholen zu können, wenn die Figur ansonsten nicht als Helmzier darstellbar ist.
Das Schirmbrett ist seit dem Mittelalter bekannt. Es wird auf einer meist geschmückten kissenartigen (Helmkissen) oder wulstartigen (Helmwulst) Unterlage dem Helm aufgesetzt, als aufrecht stehende runde Scheibe, fächerförmiges Gebilde, auch ein sechs- und mehreckiges oder regelmäßiges Vieleck dargestellt. Der Rand oder die ausgezackten Spitzen sind wappenabhängig mit Pfauenfedern oder Pfauenspiegeln ("Auge" der Pfauenfeder), mit Fahnen besteckt oder mit Quasten geschmückt. Es kommen auch Schellen und Knöpfe zur Anwendung. Auf der Schirmbrettfläche, die dem Betrachter zugewandt ist, wiederholt sich ein wichtiger Teil des Wappens aus dem Wappenschild, meist Bild und/oder Farben. Beliebt ist auch die Darstellung als ein auf der Ecke stehendes Helmkissen. Seine wesentliche Funktion war diejenige einer Plakattafel, um etwas, meist sonst schwer Darstellbares, darauf abzubilden.
Es gibt Darstellungen, die auf Wulst oder Kissen verzichten und abweichende Formen (Wappenschild, Trapezflächen, Fächerflächen) verwenden.